# Lithocarpus eichleri
Lithocarpus eichleri là một loài thực vật có hoa trong họ Cử. Loài này được (Wenz.) A.Camus mô tả khoa học đầu tiên năm 1931.